# Epigonus indicus
Epigonus indicus (лат.) — вид лучепёрых рыб семейства большеглазовые (Epigonidae).

## Распространение и среда обитания
Новый вид описан по двум экземплярам, отловленных у острова Каваратти у берегов Индии на глубине 350—400 м. Донный вид.

## Описание
Тело удлинённое, умеренно высокое, немного сжато с боков. В первом спинном плавнике 7 колючих лучей; а во втором — один жёсткий и 10 мягких лучей. В анальном плавнике 2 колючих и 9 мягких лучей. лучи грудного плавника 15-17; всего жаберных тычинок 7 + 1 + 18-19 = 26-27; позвонки 10 + 14; пористые боковые чешуи 38-39 + 3-5; чешуя ниже боковой линии 7-8, выше боковой линии 2,5-3; отсутствие острого остроконечного острия, усовидного отростка верхней челюсти и выступов на симфизе нижней или верхней челюсти; на последнем позвонке живота отсутствуют ребра; без изолированного спинного плавника между первым и вторым спинными плавниками; глубина тела у начала спинного плавника 28-29% SL; длинные грудные плавники, 22-23% SL, заходят за вертикаль в начале второго спинного плавника. В прижатом состоянии окончания брюшных плавников доходят до анального отверстия.
Голова и тело блестящего чёрного цвета. Нижняя сторона тела между основаниями брюшных плавников и анальным отверстием флуоресцентно-синяя.
Длина тела голотипа — 10,5 см; паратипа —10 см.

## Галерея

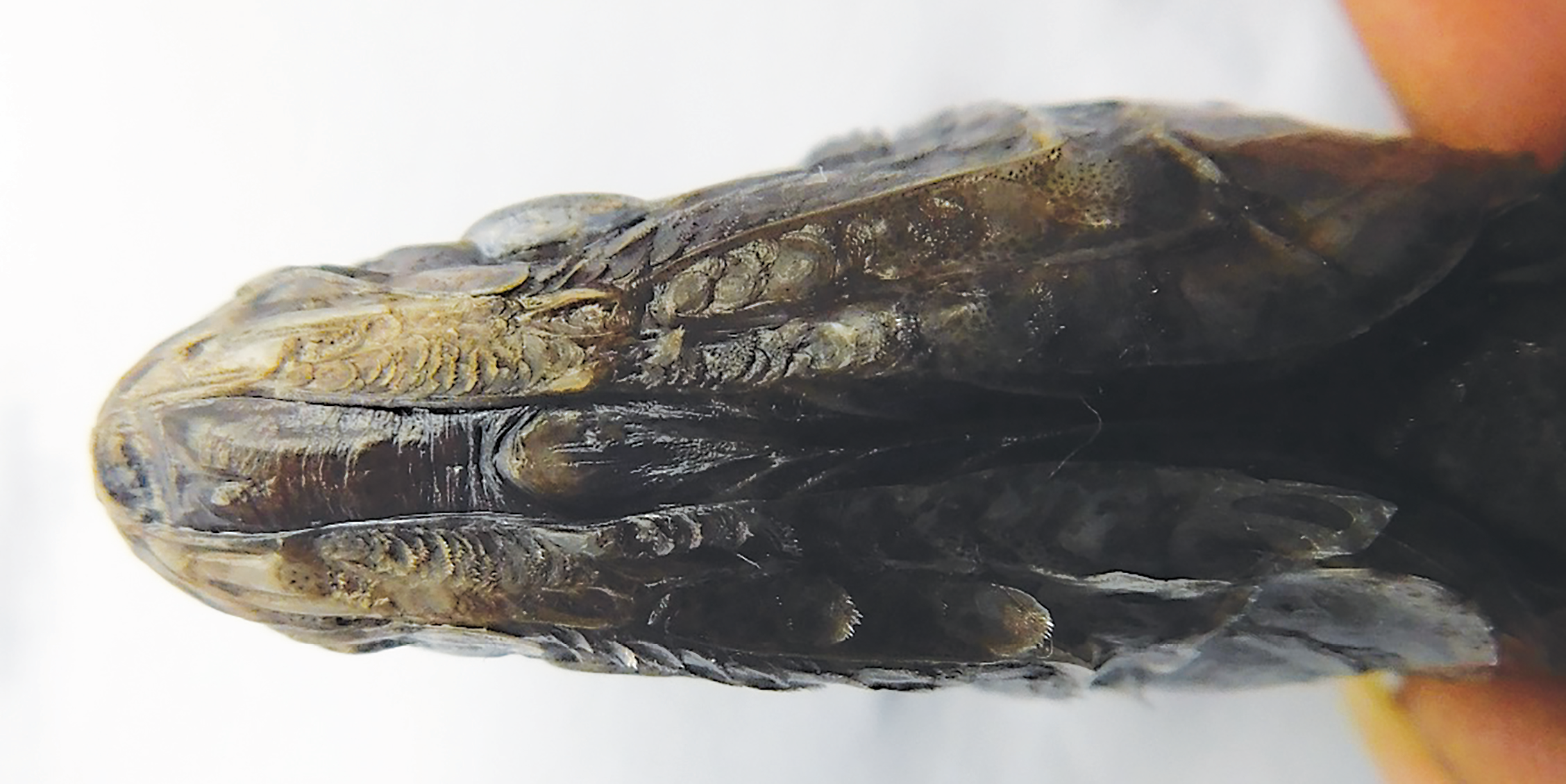
Голова
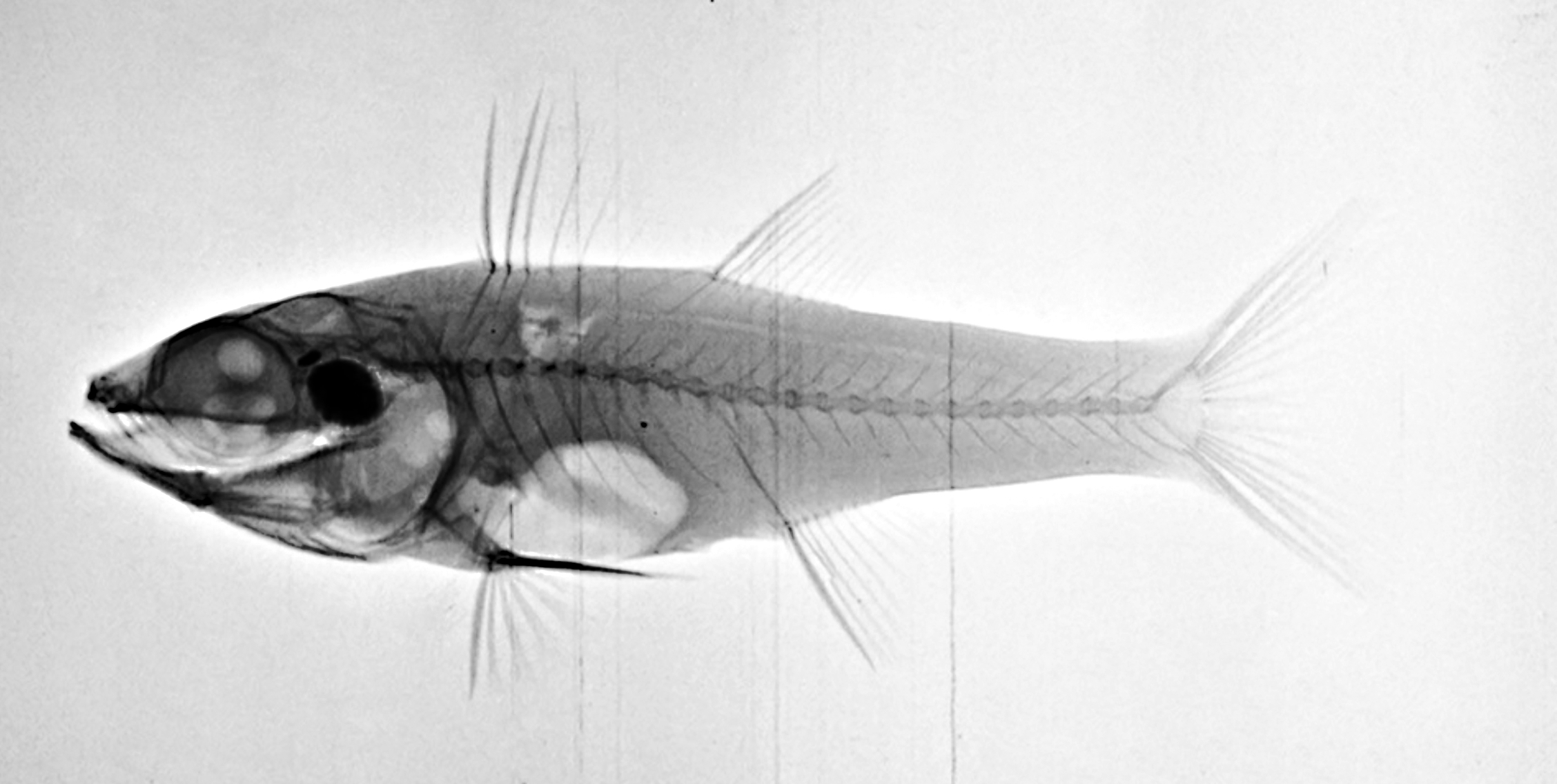
Рентгеновский снимок
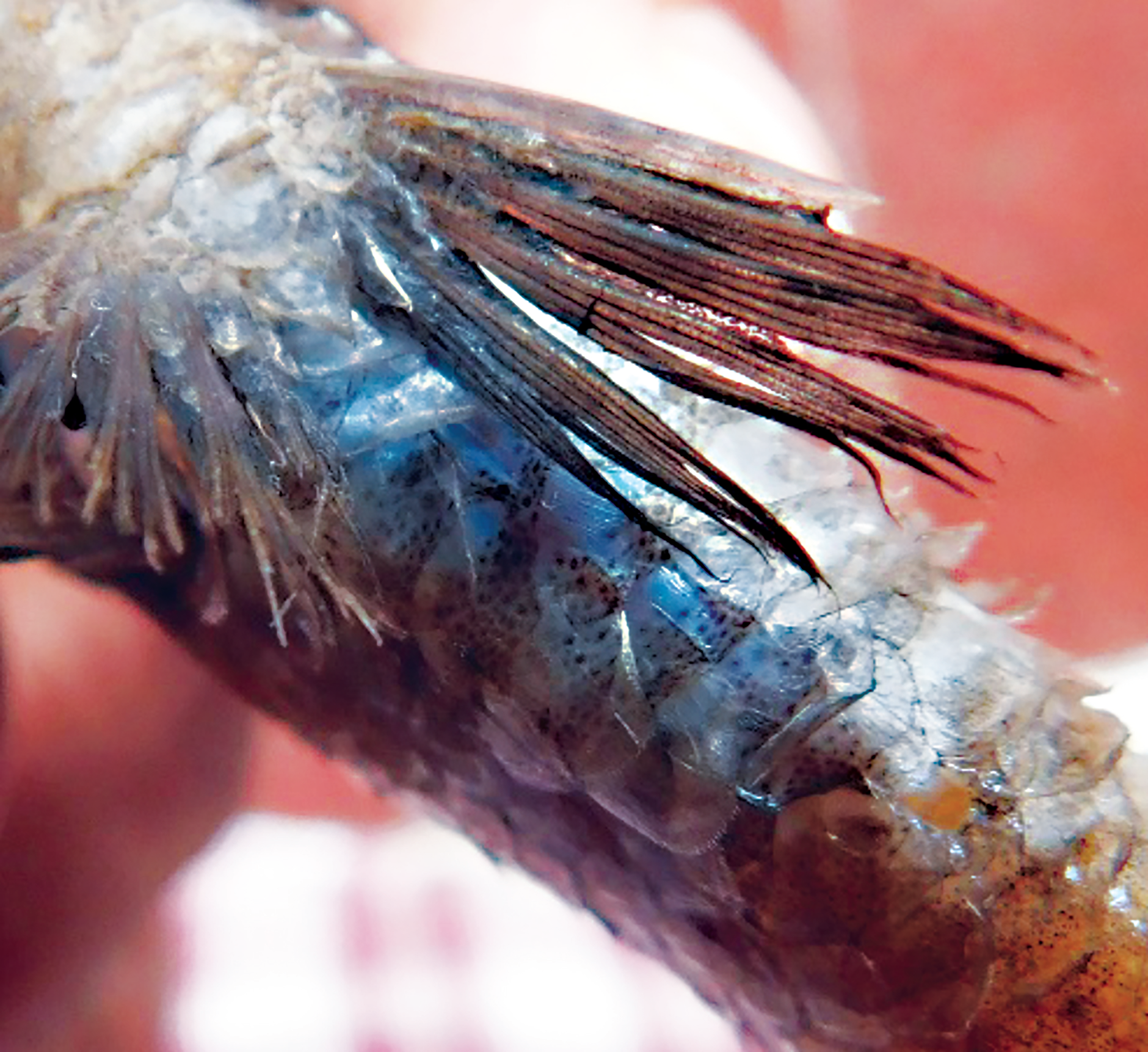
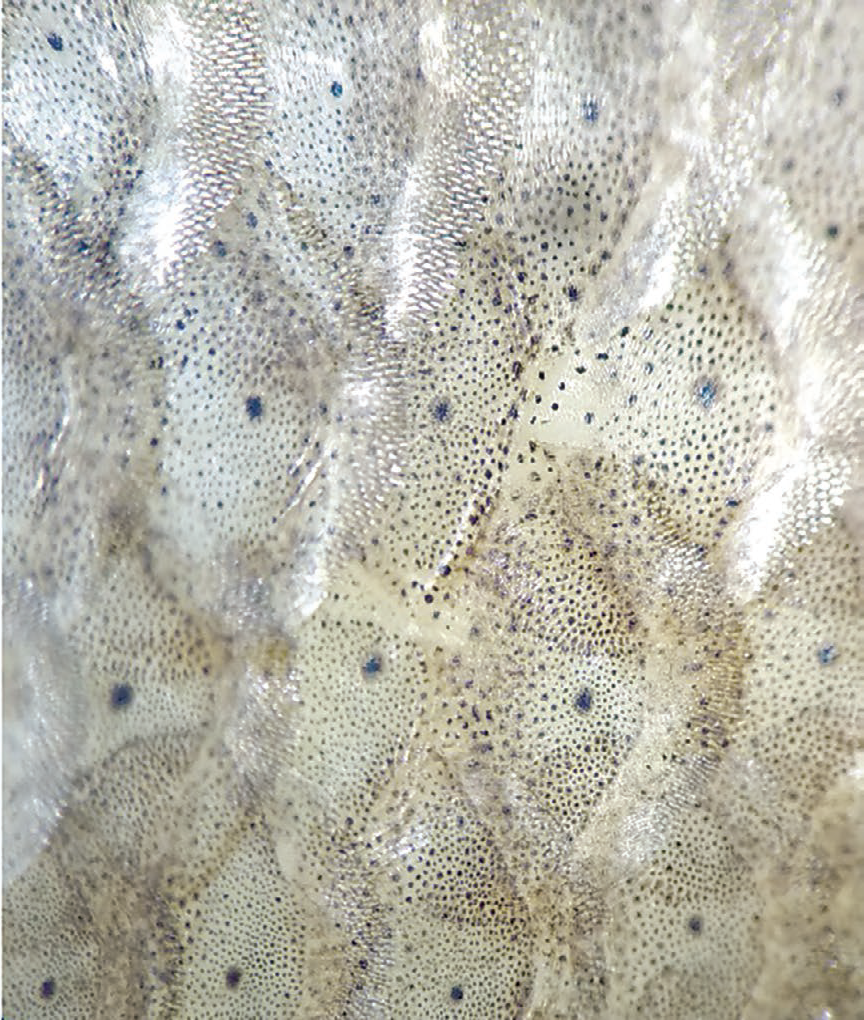
Чешуя
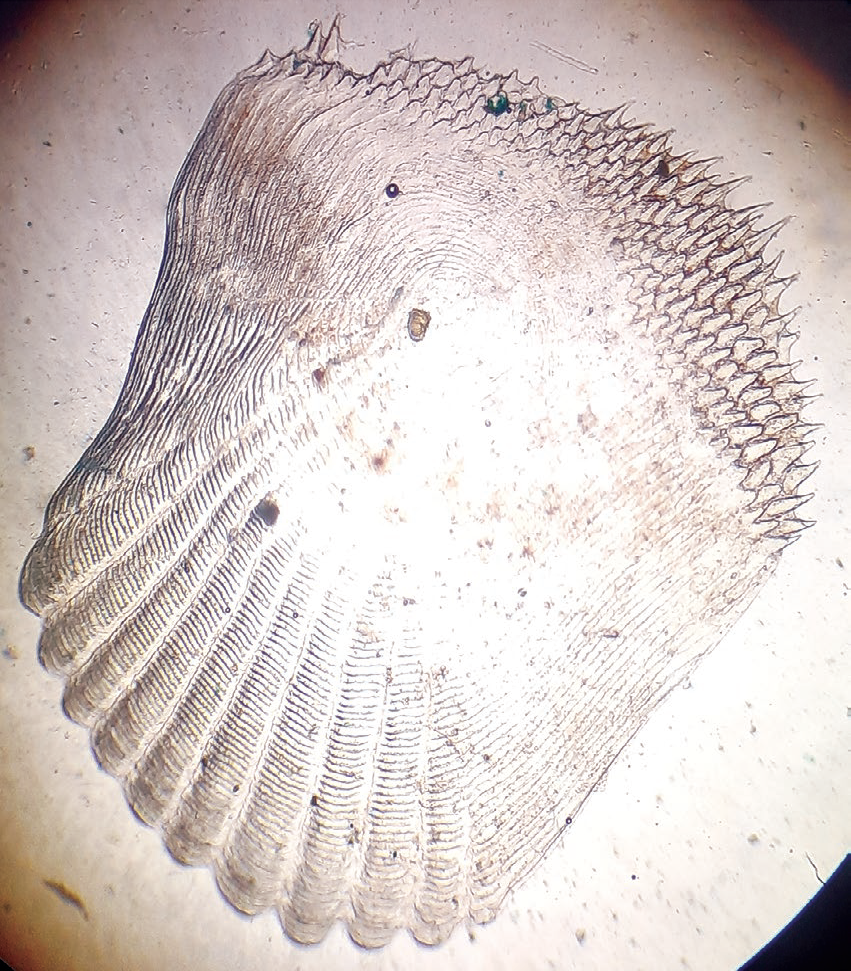
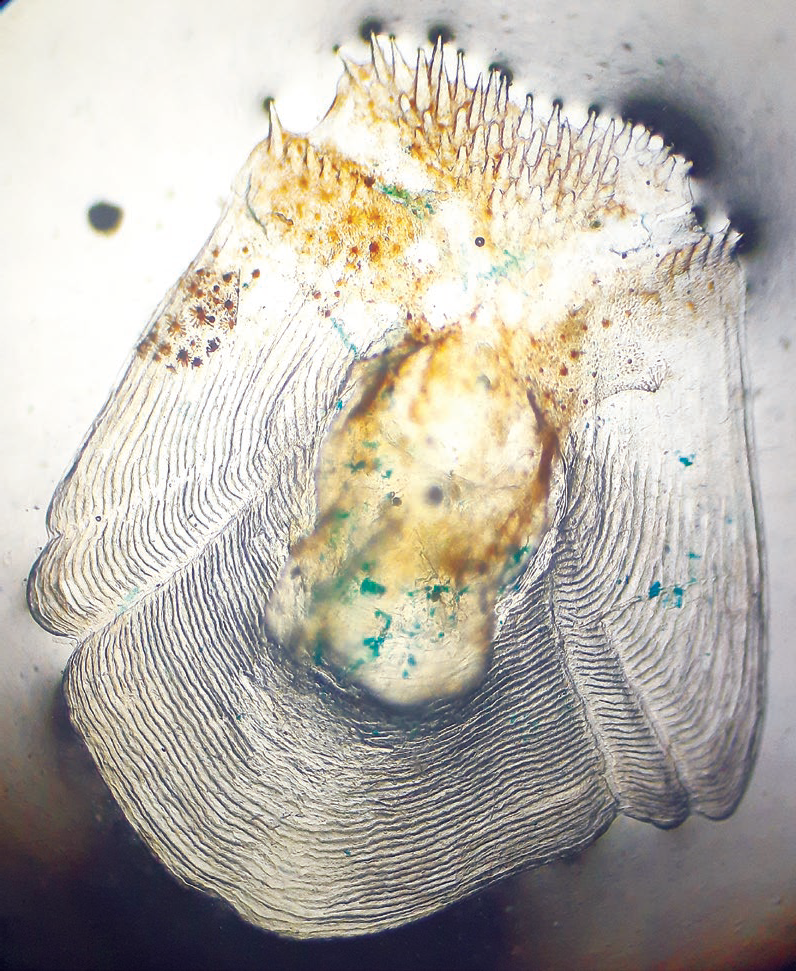